# 14606 Hifleischer
14606 Hifleischer (1998 SK125) là một tiểu hành tinh vành đai chính được phát hiện ngày 16 tháng 9 năm 1998 bởi nhóm nghiên cứu tiểu hành tinh gần Trái Đất phòng thí nghiệm Lincoln ở Socorro.